# Peggy Shaw

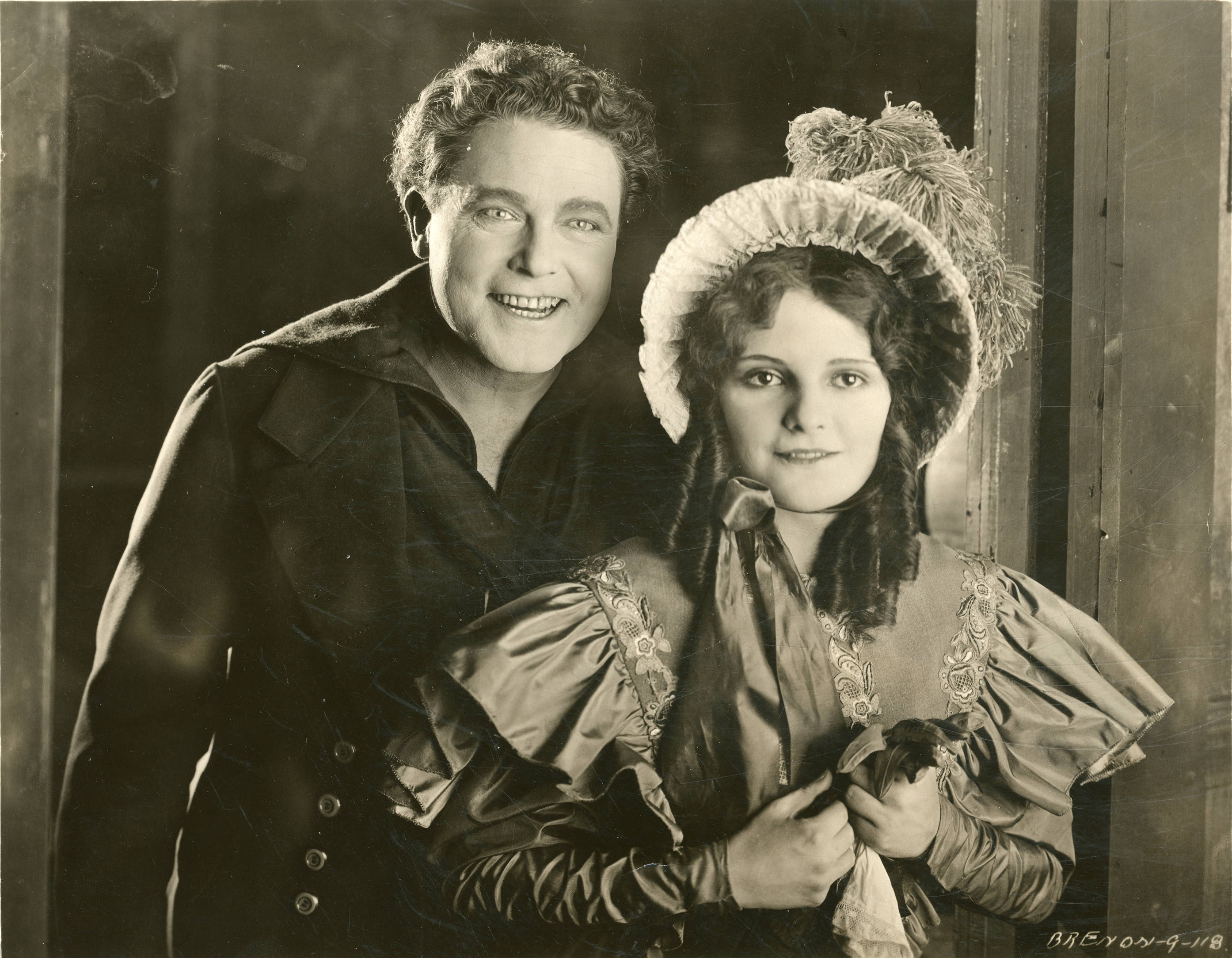
William Farnum und Peggy Shaw in A Stage Romance, 1922

Peggy Shaw (* 31. August 1905 in Pittsburgh, Pennsylvania; † November 1990) war eine US-amerikanische Stummfilmschauspielerin.

## Leben
Zwischen 1920 und 1928 absolvierte Shaw mindestens 34 Filmauftritte. Daneben trat sie in New York für zwei Saisons in den berühmten Bühnenshows von Florenz Ziegfeld junior auf.

## Filmographie
- 1920: Broken Bubbles
- 1921: Forbidden Love
- 1922: A Stage Romance
- 1922: Who Are My Parents?
- 1922: My Friend the Devil
- 1923: The Custard Cup
- 1923: Der Sturmvogel (Skid Proof)
- 1923: Does It Pay?
- 1923: The Grail
- 1924: The Plunderer
- 1924: In Hollywood with Potash and Perlmutter
- 1924: Winner Take All
- 1924: Gold Heels
- 1925: The Fighting Demon
- 1926: Die Braut am Scheidewege (Subway Sadie)
- 1927: Hoof Marks
- 1927: Paradise for Two
- 1927: His Rise to Fame
- 1928: The Little Buckaroo
- 1928: The Ballyhoo Buster
- 1928: Barnyard Rivals